# 테디 (프로게이머)
테디(본명: 박진성, 1998년 3월 15일 ~ )는 대한민국의 리그 오브 레전드 프로게이머로 포지션은 AD 캐리이다. 아이디는 Teddy이며, 현재 리브 샌드박스에서 활동하고 있다.

## 선수 경력
2016년 5월 25일, 팀 위너스에 입단하면서 프로 커리어를 시작했다. 테디는 2016 서머 시즌 팀의 챌린저스 포스트시즌 진출에 공헌했다.
2017 시즌을 앞두고 리그 오브 레전드 챔피언스 코리아의 진에어 그린윙스로 이적했다. 진에어 시절 테디는 팀의 소년가장으로 활약하면서 하위권에 빠져있는 팀의 에이스로 활약했다. 2018년 1월 21일에 치러진 SK텔레콤 T1과의 경기에서는 리그 오브 레전드 한 경기 역대 최다 CS 기록을 경신하였다.
2019 시즌을 앞두고 SK텔레콤 T1에 입단했다. 테디는 SK텔레콤의 주전 바텀 라이너로 활약했으며 2019 스프링 시즌 팀의 우승에 공헌하면서 커리어 첫 우승을 경험했다. 스프링 시즌 종료 이후 포스트시즌 MVP에 선정되었다. 2019 서머 시즌에도 팀의 우승에 기여했다. 리프트 라이벌즈 2019에서도 LCK의 우승을 이끌었다.
2020 시즌에서도 팀에 잔류했다. 2020년 2월 26일에 치러진 그리핀과의 경기에서 프로 통산 1000킬을 기록했다. 2020 스프링 시즌 팀의 우승에 기여하면서 3연속 우승을 경험했다. 서머 들어서는 초반 좋은 모습을 보여주었지만 시즌 후반에 가면서는 부진에 빠지게 되었다. 결국 롤드컵 선발전에서는 구마유시가 대신 출전했다.
2021 스프링 시즌에서는 구마유시와 번갈아가면서 출전했다. 이후 시즌 후반부로 갈 수록 점차 출전 빈도를 늘려갔으며 팀의 포스트 시즌 진출에 기여했다. 시즌 종료 이후 올프로 세컨드 팀에 선정되었다. 서머 시즌 초반에는 팀의 주전 원딜러로 활약했다. 하지만 서머 중반 이후로는 구마유시에게 주전을 내주며 서브 선수로 내려갔다. 리그 오브 레전드 월드 챔피언십 2021에서는 로스터에 포함되면서 참가했다. 하지만 출전을 기록하지는 못했다. 2021시즌 종료 후 팀에서 퇴단했다.
2022 시즌을 앞두고 광동 프릭스로 이적했다. 또한 입단 이후 팀의 주전 원딜러로 낙점받았다. 스프링 시즌 동안에는 기인과 함께 팀의 중심을 지키는 에이스로서 활약하였으며 팀의 포스트시즌 진출에 기여했다. 서머 시즌에서도 스프링 시즌에 보여주었던 좋은 경기력을 계속해서 이어나갔다. 2022시즌 종료 후 팀에서 퇴단했다.
2023 서머시즌을 앞두고 리브 샌드박스에 입단했다.

## 소속팀
| # | 팀명            | 소속 기간               | 소속 리그 | 비고 |
| - | --------------- | ----------------------- | --------- | ---- |
| 1 | 팀 위너스       | 2016.05.25 ~ 2016.11.01 | CK        |      |
| 2 | 진에어 그린윙스 | 2016.11.01 ~ 2018.11.19 | LCK       |      |
| 3 | SK텔레콤 T1     | 2018.11.22 ~ 2021.11.15 | LCK       |      |
| 4 | 광동 프릭스     | 2021.11.20 ~ 2022.11.22 | LCK       |      |
| 5 | 리브 샌드박스   | 2023.04.12 ~            | LCK       |      |

## 수상 내역

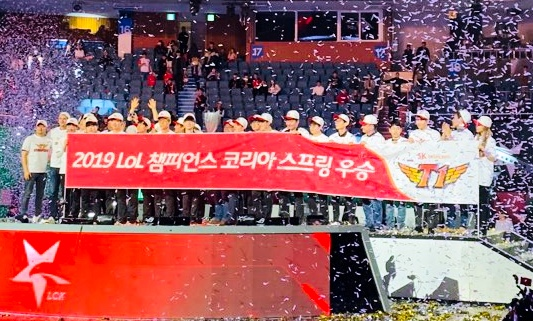
2019 LCK 스프링 우승 사진.

### 2019
- 스무살우리 리그 오브 레전드 챔피언스 코리아 스프링 2019 우승
- 스무살우리 리그 오브 레전드 챔피언스 코리아 스프링 2019 포스트시즌 최우수선수
- 리그 오브 레전드 미드 시즌 인비테이셔널 2019 4강
- 리프트 라이벌즈 2019 우승
- 우리은행 리그 오브 레전드 챔피언스 코리아 서머 2019 우승
- 리그 오브 레전드 월드 챔피언십 2019 4강

### 2020
- 우리은행 리그 오브 레전드 챔피언스 코리아 스프링 2020 우승
- 우리은행 리그 오브 레전드 챔피언스 코리아 스프링 2020 All-Pro 퍼스트팀
- e스포츠 명예의 전당 히어로즈

### 2021
- 리그 오브 레전드 챔피언스 코리아 서머 2021 준우승
- 리그 오브 레전드 월드 챔피언십 2021 4강